# 长尾冬青
长尾冬青（学名：Ilex longecaudata）为冬青科冬青属的植物，为中国的特有植物。分布于中国大陆的云南等地，生长于海拔1,300米至2,800米的地区，多生长在山谷常绿阔叶林和混交林中，目前已由人工引种栽培。